# 高家洋房
高家洋房位于中国浙江省嘉兴市南湖区建设街道紫阳社区紫阳街与斜西街交叉口西北侧、紫阳街191号，由高如澧建于民国时期，为近代嘉兴城内最宏丽的住宅。抗战前夕曾作为苏浙边区绥靖公署总部所在地，1949年后曾作为嘉兴新老兵中转站、嘉兴报社等。建筑坐南朝北，平面呈“回”字型，由南北两座歇山顶楼房与东西厢房组成，均为两层砖木结构楼房，内部以外廊围合成天井，其中东西厢房均采用西式拱券外廊。